# Arunogria pubescens
Arunogria pubescens là một loài bọ cánh cứng trong họ Tenebrionidae. Loài này được O. Merkl miêu tả khoa học năm 1991.